# María Eugenia Vaz Ferreira
María Eugenia Vaz Ferreira (Montevideo, 13 de juliol de 1875 − ibídem, 20 de maig de 1924) fou una professora i poeta uruguaiana. Va ser la primera dona uruguaiana a consagrar-se com a poeta i és considerada una de les principals poetes del país, juntament amb Delmira Agustini i Juana de Ibarbourou.

## Biografia
Provenia d'una de les famílies més il·lustres d'Uruguai. Era filla de Manuel Vaz Ferreira, un comerciant portuguès, i Belén Ribeiro, i única germana del filòsof Carlos Vaz Ferreira.
A la seva infància va rebre lliçons de mestres privats i no va seguir cap mena de curs d'estudis regulars. Va estudiar piano amb el seu oncle, el músic León Ribeiro, i va intervenir en alguns actes públics com a concertista entre 1895 i 1910. També va realitzar composicions musicals de les quals no es conserva registre. Així mateix, va estudiar pintura amb un altre oncle seu, Julio Freira. En literatura no va tenir formació i va llegir molt poc de jove, per la qual cosa els seus versos neixen d'un impuls natural. Tenia un caràcter individualista i el consideraven estranya, producte de la seva inestabilitat psíquica; es creu que tenia fòbies. Això es va intensificar durant els seus últims anys, quan vagava pels carrers de Montevideo.

### Com a professora
Quan es va crear la Universidad de Mujeres a Montevideo va ser designada per exercir funcions a la Secretaria, tasca que va començar el 1905. El 1917 va assumir el càrrec de professora a la Càtedra de Literatura. La tasca administrativa li va semblar rutinària i desagradable i, en canvi, la de professora la va exercir amb molta dedicació. El seu estat de salut el va obligar a abandonar la Universitat el 1922, acollint-se a la Llei de Jubilacions.

## Trajectòria literària
Va ser integrant de la generació del 900 i va participar de l'apogeu del Modernisme. Va ser contemporània de Delmira Agustini i de Julio Herrera y Reissig. Va començar a recitar els seus poemes als divuit anys i a publicar-los el 1894. Maria Eugenia Vaz Ferreira desitjava des de jove publicar la seva obra. Tot i això, el seu caràcter esquerp i allunyat de la publicitat, li va impedir fer-ho. Com a contrapartida donava còpies dels seus poemes als amics o a diaris o revistes. Algunes de les seves poesies van ser publicades en diaris i revistes montevideanes com Rojo i Blanco, dirigida per Samuel Blixen, La Revista Nacional de Literatura i Ciencias Sociales, que dirigien José Enrique Rodó, Víctor Pérez Petit i els germans Carlos i Daniel Martínez Vigil i La Revista, editada i dirigida per Julio Herrera i Reissig. Finalment, va fer una selecció de 41 poemes, que va pensar primer publicar amb el nom de Fuego y Mármol o Las Islas de Oro, i que després va titular La isla de los cánticos. Com que va morir abans de veure publicada la seva obra, va ser completada pel seu germà, Carlos Vaz Ferreira. Els dos volums recopilatoris, La isla de los cánticos (quaranta poemes i «Único poema») i La otra isla de los cánticos (amb els manuscrits inèdits), van ser publicats el 1924 i 1959. Va escriure tres obres teatrals, estrenades el Teatre Solís: La piedra filosofal, el 1908, Los peregrinos, el 1909, i Resurrexit, el 1913.

## Significació de la seva obra
En la seva poesia es troben característiques del romanticisme, del metafísic i del simbolisme, però essencialment va ser una modernista tardana. La seva trajectòria poètica es pot dividir en tres etapes. A la primera desenvolupa una poesia amb característiques neoromàntiques. A la segona etapa, es troba influenciada per altres poetes contemporanis, com Álvaro Armando Vasseur, amb influència modernista. En una tercera etapa desenvolupa una poesia més personal i metafísica on exalta la vida i el patiment.
Als seus poemes predomina la solitud, la desolació i el tràgic. L'amor és tractat com un va desig i l'amant és sempre un ideal, impossible d'aconseguir. Maria Eugenia admirava la poesia germànica; és així que va aprendre l'idioma per llegir els poemes de poetes com Heinrich Heine, en les seves versions originals.

## Obres
- La isla de los cánticos, 1925.
- La otra isla de los cánticos, Impresora Uruguaya, Montevideo, 1959.